# Fenêtres de Main Street USA à Disneyland Paris
Pour les articles homonymes, voir Fenêtres de Main Street USA.
Une tradition des parcs à thèmes Disney est de placer des hommages à des personnalités plus ou moins importantes de l'entreprise au sein des attractions ou du décor. L'une des formes de ces hommages est la mise en place de textes sur les fenêtres du premier étage de Main Street, USA. Ces textes sont assez proches des publicités que l'on trouvait au début du XXe siècle sur les fenêtres des édifices des centres-villes américains.
Voyons celles du Parc Disneyland.

## Town Square
Sur la place de Town Square, à l'entrée du parc les dédicaces sont surtout situées sur la droite (bâtiment du Transportation and Co), au-dessus de la boutique de livres à gauche et bien sûr sur les fenêtres des deux « pâtés de maisons » formant Main Street.
Sur la droite, on peut voir le « cabinet de dentistes » du Docteur Bitz, situé au-dessus du magasin Bixby Brothers et accessible par un escalier. Il a pour slogan Notre métier est de vous faire sourire et le dentiste a cinq assistants en formation, en hommage aux cinq directeurs artistiques du parc :
- Jeff Burke responsable de Frontierland
- Tim Delaney responsable de Discoveryland
- Tom Morris responsable de Fantasyland
- Eddie Sotto responsable de Main Street, USA
- Chris Tietz responsable de Adventureland

La fenêtre précise aussi qu'il utilise du gaz hilarant (fait réel au début du XXe siècle)
Le métier a été choisi avec humour, à la fois pour le plaisir donné aux visiteurs et pour la précision et la méthode exigée dans leur travail à eux-mêmes comme à leurs collègues.
Une fenêtre proche, dédiée au journal fictif Main Street Gazette annonce publier les histoires avant qu'elles n'arrivent. Ce journal compte deux journalistes Marty Sklar (éditeur en chef) et son second Tony Baxter (responsable d'édition). Le premier a commencé sa carrière chez Disney comme vendeur de journaux à Disneyland et est ensuite devenu le vice-président de Walt Disney Imagineering en 1974 puis président et ce jusqu'en 2006. Il supervisa les projets d'Epcot, de Tokyo Disneyland, d'Euro Disneyland et Hong Kong Disneyland. Tandis que Baxter, créateur de plus attractions célèbres (Big Thunder Mountain et Splash Mountain) était le responsable du projet.
Une fenêtre au-dessus de l'Emporium évoque la Main Street Marching Band. Ses chefs d'orchestre sont ni plus ni moins que Michael Eisner et Frank Wells. Le reste évoque le fait que les deux hommes étaient à la tête de la Walt Disney Company depuis 1984, date ici transformée en 1884 pour respecter l'époque de la rue. Une petite phrase en dessous indique qu'ils travaillent pendant que les gens s'amusent à siffloter, rappelant à la fois la célèbre chanson de Blanche-Neige et les Sept Nains et le côté mercantile de l'entreprise.
Une autre fenêtre évoque l'école de musique Top Brass Band Instrument, donnant à la fois des leçons et de la musique avec des instruments en cuivre. Ses deux professeurs sont Philippe Bourguignon PDG d'Euro Disney SCA (successeur en 1993 de Robert Fitzpatrick, qui semble avoir été privé de sa fonction par cet hommage) et Steve Burke, directeur général d'alors. Le métier associé rappelle celui d'Eisner et Wells, et le texte en dessous indique leur fonction locale en précisant Et la troupe joue. Il y a aussi un jeu de mots avec Top Brass Band qui signifie Meilleur Troupe de Cuivre mais en argot Top Brass signifie aussi comité de direction .
La suivante poursuit dans le côté artistique avec la « Intense » Travelling Production créditée de Eric Van Dijk (directeur), Jean-Luc Choplin (casting) et Tom Jacobson (costumes). Eric van Dijk était directeur de développement (imagineer). Le dernier ne sont pas vraiment connus mais Choplin avait le poste de directeur artistique des divertissements et spectacles du parc entre 1989 et 1995. Il a démissionné de chez Disney en 2000. Tom Jacobson possède un homonyme ayant aussi travaillé avec Disney, producteur du film Mon ami Joe (1998).
À côté, la fenêtre évoque Dick Nunis comme un voyant consultant en tout et de renommée mondiale. Il est vrai qu'avant de finir sa carrière comme président de Walt Disney Attractions, il a occupé de nombreux postes en commençant par un job d'été à Disneyland en 1955. Il est ensuite devenu formateur des employés dans ce parc puis superviseur des attractions, directeur des opérations en 1961 avant de contribuer au masterplanning de Walt Disney World. En 1971, il est nommé vice-président exécutif de Walt Disney Attractions et assure ensuite la supervision d'Epcot, des Disney-MGM Studios, de Tokyo Disneyland et Parc Disneyland.

## Main Street
La rue principale comporte elle aussi de nombreuses dédicaces.
Au-dessus de la boutique Disney's Clothiers, une fenêtre vante le travail de l'entreprise de taxidermie Town Square Taxidermy, tenue par Sam Hutchins, ancien directeur du merchandising d'Euro Disneyland et Claudine Reynes. La phrase est ici : Si elle est en peluche, nous la vendons.
Une autre fenêtre mentionne la Pyewacket Cruise Lines dont le capitaine est Roy Edward Disney. Cette mention est en honneur de sa passion pour le nautisme. Le terme « Pyewacket » est un nom populaire donné à un chat ou à un fantôme en référence à une sorcière mais c'est aussi le nom du navire de classe MaxZ86 qu'il a fait construire en 2004.
Une fenêtre au-dessus du Boardwalk Candy Palace est dédiée à Walt et Roy O. Disney.
Une autre fenêtre rend hommage à John Forsgren et Judson Green en les nommant conseiller en investissements et déclarant « qu'ils mettent l'argent où se trouve la souris »... jeu de mots avec la petite souris des dents de lait et Mickey Mouse. Forsgren était de 1990 à 1994 le vice-président et directeur financier d'Euro Disney SCA tandis que Judson Green fut directeur financier de Walt Disney Attractions puis d'août 1991 à décembre 1998 le président de cette filiale et enfin le PDG jusqu'en avril 2000.
Une autre personnalité Disney, James « Jim » Cora, se voit attribuer la profession de chirurgien. À l'instar de Dick Nunis, Cora est entré chez Disney comme simple cast member en 1957. Il grimpe ensuite les échelons et à la faveur d'une rencontre avec Walt Disney dans le parc Disneyland, fut nommé à la direction de la Disney University, service de formation des employés des parcs Disney, alors récemment créée. Il intègre ensuite la direction de Walt Disney Attractions avec la tâche d'améliorer les procédures opérationnelles des parcs Disneyland et Magic Kingdom puis est nommé directeur opérationnel durant la construction de Tokyo Disneyland ainsi que vice-président de la filiale japonaise de la Walt Disney Company, et ce jusqu'à l'ouverture du parc. En 1985, il est associé au projet d'Euro Disneyland, au niveau des accords puis à partir de 1985 à la direction opérationnelle du parc. En 1995, il est nommé président de Walt Disney International et responsable du développement de Tokyo DisneySea avant de devenir le PDG de cette filiale et de prendre sa retraite en 2001.
D'autres personnes sont présentes sur les fenêtres de Main Street comme John Larsen et Gérard Degonse, crédités du métier de détective. Gérard Degonse était le vice-président financier d'Euro Disney SCA (jusqu'en juin 2000) après avoir travaillé chez ELF Aquitaine et a quitté Disney pour JCDecaux.

## Source
- Windows on the World - Les hommages de Main Street, USA